# Сатурн (премия, 1992)
18-я церемония вручения наград премии «Сатурн» за заслуги в области фантастики, фэнтези и фильмов ужасов за 1991 год состоялась 13 марта 1992 года.

## Победители и номинанты
Победители указаны первыми, выделены жирным шрифтом и  отдельным цветом. 

### Кино-награды
| Категории                          | Лауреаты и номинанты | Лауреаты и номинанты |
| ---------------------------------- | --- | --- |
| Лучший научно-фантастический фильм | • Терминатор 2: Судный день / Terminator 2: Judgment Day                                                                   | • Терминатор 2: Судный день / Terminator 2: Judgment Day                                                                   |
| Лучший научно-фантастический фильм | • Франкенштейн освобождённый / Frankenstein Unbound                                                                        | |
| Лучший научно-фантастический фильм | • Замечательная поездка / Timescape                                                                                        | |
| Лучший научно-фантастический фильм | • Молитва роллеров / Prayer of the Rollerboys                                                                              | |
| Лучший научно-фантастический фильм | • Хищник 2 / Predator 2 | |
| Лучший научно-фантастический фильм | • Ракетчик / The Rocketeer                                                                                                 | |
| Лучший фильм-фэнтези               | • Эдвард Руки-ножницы / Edward Scissorhands                                                                                | • Эдвард Руки-ножницы / Edward Scissorhands                                                                                |
| Лучший фильм-фэнтези               | • Защищая твою жизнь / Defending Your Life                                                                                 | |
| Лучший фильм-фэнтези               | • Король-рыбак / The Fisher King                                                                                           | |
| Лучший фильм-фэнтези               | • Если бы взгляды могли убивать / If Looks Could Kill                                                                      | |
| Лучший фильм-фэнтези               | • Робин Гуд: Принц воров / Robin Hood: Prince of Thieves                                                                   | |
| Лучший фильм-фэнтези               | • Чернокнижник / Warlock                                                                                                   | |
| Лучший фильм ужасов                | • Молчание ягнят / The Silence of the Lambs                                                                                | • Молчание ягнят / The Silence of the Lambs                                                                                |
| Лучший фильм ужасов                | • Расчленённое тело / Body Parts                                                                                           | |
| Лучший фильм ужасов                | • Дети ночи / Children of the Night                                                                                        | |
| Лучший фильм ужасов                | • Детские игры 3 / Child’s Play 3                                                                                          | |
| Лучший фильм ужасов                | • Прелестная Долли / Dolly Dearest                                                                                         | |
| Лучший фильм ужасов                | • Мизери / Misery | |
| Лучший фильм ужасов                | • Ночь живых мертвецов / Night of the Living Dead                                                                          | |
| Лучший фильм ужасов                | • В постели с врагом / Sleeping with the Enemy                                                                             | |
| Лучший актёр                       | Энтони Хопкинс | • Энтони Хопкинс — «Молчание ягнят» (за роль доктора Ганнибала Лектера)                                                    |
| Лучший актёр                       | Энтони Хопкинс | • Джефф Бриджес — «Король-рыбак» (за роль Джека Лукаса)                                                                    |
| Лучший актёр                       | Энтони Хопкинс | • Джеймс Каан — «Мизери» (за роль Пола Шелдона)                                                                            |
| Лучший актёр                       | Энтони Хопкинс | • Кевин Костнер — «Робин Гуд: Принц воров» (за роль Робин Гуда)                                                            |
| Лучший актёр                       | Энтони Хопкинс | • Арнольд Шварценеггер — «Терминатор 2: Судный день» (за роль терминатора)                                                 |
| Лучший актёр                       | Энтони Хопкинс | • Робин Уильямс — «Король-рыбак» (за роль Пэрри)                                                                           |
| Лучшая актриса                     | Линда Хэмилтон | • Линда Хэмилтон — «Терминатор 2: Судный день» (за роль Сары Коннор)                                                       |
| Лучшая актриса                     | Линда Хэмилтон | • Кэти Бэйтс — «Мизери» (за роль Энни Уилкс)                                                                               |
| Лучшая актриса                     | Линда Хэмилтон | • Джоди Фостер — «Молчание ягнят» (за роль Кларисы Старлинг)                                                               |
| Лучшая актриса                     | Линда Хэмилтон | • Джулия Робертс — «В постели с врагом» (за роль Лоры Бёрни / Сары Уотерс)                                                 |
| Лучшая актриса                     | Линда Хэмилтон | • Вайнона Райдер — «Эдвард Руки-ножницы» (за роль Ким Боггс)                                                               |
| Лучшая актриса                     | Линда Хэмилтон | • Мерил Стрип — «Защищая твою жизнь» (за роль Джулии)                                                                      |
| Лучший актёр второго плана         | | • Уильям Сэдлер — «Новые приключения Билла и Теда» (за роль Грима Рипера)                                                  |
| Лучший актёр второго плана         | • Алан Аркин — «Эдвард Руки-ножницы» (за роль Билла Боггса)                                                                | |
| Лучший актёр второго плана         | • Патрик Берджин — «В постели с врагом» (за роль Мартина Бёрни)                                                            | |
| Лучший актёр второго плана         | • Уэйн Ньютон — «Назад в темноту» (за роль Джекки Хрома)                                                                   | |
| Лучший актёр второго плана         | • Роберт Патрик — «Терминатор 2: Судный день» (за роль терминатора T-1000)                                                 | |
| Лучший актёр второго плана         | • Алан Рикман — «Робин Гуд: Принц воров» (за роль шерифа Ноттингема)                                                       | |
| Лучшая актриса второго плана       | Мерседес Руель | • Мерседес Руель — «Король-рыбак» (за роль Энн Наполитано)                                                                 |
| Лучшая актриса второго плана       | Мерседес Руель | • Робин Бартлетт — «Если бы взгляды могли убивать» (за роль Патрисии Гробер)                                               |
| Лучшая актриса второго плана       | Мерседес Руель | • Дженнифер Коннелли — «Ракетчик» (за роль Дженни Блейк)                                                                   |
| Лучшая актриса второго плана       | Мерседес Руель | • Мэри Элизабет Мастрантонио — «Робин Гуд: Принц воров» (за роль Мэриэн Дюбуа)                                             |
| Лучшая актриса второго плана       | Мерседес Руель | • Фрэнсис Стернхаген — «Мизери» (за роль Вирджинии)                                                                        |
| Лучшая актриса второго плана       | Мерседес Руель | • Дайан Уист — «Эдвард Руки-ножницы» (за роль Пэг Боггс)                                                                   |
| Лучший молодой актёр или актриса   | | • Эдвард Фёрлонг — «Терминатор 2: Судный день» (за роль Джона Коннора)                                                     |
| Лучший молодой актёр или актриса   | • Джонатан Брэндис — «Бесконечная история 2: Новая глава» (за роль Бастиана)                                               | |
| Лучший молодой актёр или актриса   | • Крис Деметрал — «Прелестная Долли» (за роль Джимми Рида)                                                                 | |
| Лучший молодой актёр или актриса   | • Кори Хэйм — «Молитва роллеров» (за роль Гриффина)                                                                        | |
| Лучший молодой актёр или актриса   | • Кендес Хатсон — «Прелестная Долли» (за роль Джессики Рид)                                                                | |
| Лучший молодой актёр или актриса   | • Джошуа Джон Миллер — «Папа-робот» (за роль Джоша Карсона)                                                                | |
| Лучший молодой актёр или актриса   | • Джастин Уэйлин — «Детские игры 3» (за роль Энди Барклая)                                                                 | |
| Лучший режиссёр                    | Джеймс Кэмерон | • Джеймс Кэмерон за фильм «Терминатор 2: Судный день»                                                                      |
| Лучший режиссёр                    | Джеймс Кэмерон | • Роджер Корман — «Франкенштейн освобождённый»                                                                             |
| Лучший режиссёр                    | Джеймс Кэмерон | • Уильям Дир — «Если бы взгляды могли убивать»                                                                             |
| Лучший режиссёр                    | Джеймс Кэмерон | • Джонатан Демми — «Молчание ягнят»                                                                                        |
| Лучший режиссёр                    | Джеймс Кэмерон | • Терри Гиллиам — «Король-рыбак»                                                                                           |
| Лучший режиссёр                    | Джеймс Кэмерон | • Эрик Ред — «Расчленённое тело»                                                                                           |
| Лучший сценарий                    | • Тед Талли за сценарий к фильму «Молчание ягнят»                                                                          | • Тед Талли за сценарий к фильму «Молчание ягнят»                                                                          |
| Лучший сценарий                    | • Альберт Брукс — «Защищая твою жизнь»                                                                                     | |
| Лучший сценарий                    | • Ричард Лагравенезе — «Король-рыбак»                                                                                      | |
| Лучший сценарий                    | • Чарльз Гэйл — «Виновен, как предписано»                                                                                  | |
| Лучший сценарий                    | • Уильям Голдмен — «Мизери»                                                                                                | |
| Лучший сценарий                    | • Джеймс Кэмерон и Уильям Вишер мл. — «Терминатор 2: Судный день»                                                          | |
| Лучшая музыка                      | | • Лоэк Диккер — «Расчленённое тело»                                                                                        |
| Лучшая музыка                      | • Дэнни Эльфман — «Эдвард Руки-ножницы»                                                                                    | |
| Лучшая музыка                      | • Стив Бартек — «Виновен, как предписано»                                                                                  | |
| Лучшая музыка                      | • Говард Шор — «Молчание ягнят»                                                                                            | |
| Лучшая музыка                      | • Джерри Голдсмит — «В постели с врагом»                                                                                   | |
| Лучшая музыка                      | • Джерри Голдсмит — «Чернокнижник»                                                                                         | |
| Лучшие костюмы                     | • Мэрилин Вэнс — «Ракетчик»                                                                                                | • Мэрилин Вэнс — «Ракетчик»                                                                                                |
| Лучшие костюмы                     | • Коллин Этвуд — «Эдвард Руки-ножницы»                                                                                     | |
| Лучшие костюмы                     | • Беатрикс Аруна Пажтор — «Король-рыбак»                                                                                   | |
| Лучшие костюмы                     | • Франка Зучелли — «Франкенштейн освобождённый»                                                                            | |
| Лучшие костюмы                     | • Джон Блумфилд — «Робин Гуд: Принц воров»                                                                                 | |
| Лучшие костюмы                     | • Коллин Этвуд — «Молчание ягнят»                                                                                          | |
| Лучший грим                        | • Карл Фуллертон и Нил Мартц — «Молчание ягнят»                                                                            | • Карл Фуллертон и Нил Мартц — «Молчание ягнят»                                                                            |
| Лучший грим                        | • Гордон Дж. Смит — «Расчленённое тело»                                                                                    | |
| Лучший грим                        | • Джон Вулич и Эверетт Баррелл — «Ночь живых мертвецов»                                                                    | |
| Лучший грим                        | • Дэвид Б. Миллер — «Сплошные неприятности»                                                                                | |
| Лучший грим                        | • Стэн Уинстон и Скотт Х. Эддо — «Хищник 2»                                                                                | |
| Лучший грим                        | • Стэн Уинстон и Джефф Доун — «Терминатор 2: Судный день»                                                                  | |
| Лучшие спецэффекты                 | • Стэн Уинстон (Industrial Light & Magic (ILM), Fantasy II Film Effects, 4-Ward Productions) — «Терминатор 2: Судный день» | • Стэн Уинстон (Industrial Light & Magic (ILM), Fantasy II Film Effects, 4-Ward Productions) — «Терминатор 2: Судный день» |
| Лучшие спецэффекты                 | • Richard Yuricich, Кевин Ягер (Video Image) — «Новые приключения Билла и Теда»                                            | |
| Лучшие спецэффекты                 | • Сид Даттон, Билл Тейлор, Джин Уоррен мл. (Illusion Arts Inc.) — «Франкенштейн освобождённый»                             | |
| Лучшие спецэффекты                 | • Стэн Уинстон, Джоэл Хайнек (R/Greenberg Associates Inc.) — «Хищник 2»                                                    | |
| Лучшие спецэффекты                 | • Кен Ралстон (Industrial Light & Magic (ILM)) — «Ракетчик»                                                                | |
| Лучшие спецэффекты                 | • (Perpetual Motion Pictures, Dream Quest Images) — «Чернокнижник»                                                         | |

### Другие категории
| Категории                    | Лауреаты и номинанты                                                  | Лауреаты и номинанты          |
| ---------------------------- | --------------------------------------------------------------------- | ----------------------------- |
| Best Genre Video Release     | • Сборщик душ / Soultaker                                             | • Сборщик душ / Soultaker     |
| Best Genre Video Release     | • Спрятавшийся в доме / Hider in the House                            |                               |
| Best Genre Video Release     | • Бледная кровь / Pale Blood                                          |                               |
| Best Genre Video Release     | • Колодец и маятник / The Pit and the Pendulum                        |                               |
| Best Genre Video Release     | • Сканнеры 2: Новый порядок / Scanners II: The New Order              |                               |
| Best Genre Video Release     | • Неродившийся ребёнок / The Unborn                                   |                               |
| Best Genre Television Series | • Мрачные тени / Dark Shadows                                         | • Мрачные тени / Dark Shadows |
| Best Genre Television Series | • Бросив смертельный взгляд (ТВ) / Cast a Deadly Spell                |                               |
| Best Genre Television Series | • Психо 4: В начале (ТВ) / Psycho IV: The Beginning                   |                               |
| Best Genre Television Series | • Квантовый скачок / Quantum Leap                                     |                               |
| Best Genre Television Series | • Звёздный путь: Следующее поколение / Star Trek: The Next Generation |                               |
| Best Genre Television Series | • Байки из склепа / Tales from the Crypt                              |                               |

### Специальные награды
| Награда                 | Лауреаты               |
| ----------------------- | ---------------------- |
| Специальная награда     | • Рэй Харрихаузен      |
| Премия Джорджа Пала     | • Джин Родденберри     |
| За достижения в карьере | • Арнольд Шварценеггер |
| Президентская премия    | • Роберт Шэй           |